# 湖北紫堇
湖北紫堇（学名：Corydalis acuminata sp. hupehensis）为罂粟科紫堇属下的一个亚种。

## 扩展阅读
- 維基物種上的相關：湖北紫堇